# Arnulf von Mailand
Arnulf von Mailand († nach 1077) war ein Geschichtsschreiber aus Mailand. 
Er ist ein Nachkomme des Mailänder Erzbischofs Arnulf I. 1077 war er einer der Gesandten in Rom, welche die Versöhnung zwischen Mailand und Papst Gregor VII. verhandelten. 1072–1077 schrieb er Liber gestorum recentium (in fünf Büchern; auch Gesta archiepiscoporum Mediolanensium), eine Geschichte Mailands und Italiens in der Zeit von 925 bis 1077. In den ersten Büchern verteidigt Arnulf leidenschaftlich den Mailander Adel gegen die Pataria und die Kirchenreform, in den beiden letzten, die nach seinem Rombesuch entstanden, erkannte er die Oberhoheit Roms über die Kirche von Mailand an.

## Werkausgaben
- Arnulfi Gesta archiepiscoporum mediolanensium. Hrsg. von L. C. Bethmann und Wilhelm Wattenbach, in: Georg Heinrich Pertz u. a. (Hrsg.): Scriptores (in Folio) 8: Chronica et gesta aevi Salici. Hannover 1848, S. 1–31 (Monumenta Germaniae Historica, Digitalisat).
- Claudia Zey (Hrsg.): Scriptores rerum Germanicarum in usum scholarum separatim editi 67: Arnulf von Mailand, Liber gestorum recentium. Hannover 1994 (Monumenta Germaniae Historica, Digitalisat)
- Arnolfo di Milano: Liber gestorum recentium, idez. e traduz. di I. Scaravelli, Bologna 1996